# Слуцький Олексій Андрійович
Олексій Андрійович Слуцький (нар. 2 червня 2002, Київ, Україна) — український футболіст, воротар борщагівської «Чайки».

## Клубна кар'єра

### Ранні роки
Народився в Києві. Футболом розпочав займатися в столичних клубах «Оболонь-Живчик» та «Зміна», які виступали в регіональних юнацьких змаганнях. Після цього перебрався до академії київського «Динамо». При цьому юний гравець вважав своїм кумиром німецького воротаря Мануеля Ноєра.

### «Ворскла» (Полтава)
У вересні 2020 року підписав контракт з клубом української Прем'єр-ліги «Ворскла» (Полтава), взяв футболку з 81-м ігровим номером. За юнацьку та молодіжну команди «Ворскли» провів 12 матчів.

### «Оболонь» (Київ)
7 серпня 2021 року перебрався до представника Першої ліги України, київської «Оболоні». Підписав контракт до 30 червня 2023 року та взяв футболку з 12-м ігровим номером. 19 лютого 2023 року гравець і «Оболонь» розірвали контракт за згодою сторін.

### «Кремінь»
6 березня 2023 року перебрався до представника Першої ліги України, «Кременя». З клубом підписав 2-річний контракт і взяв собі футболку з 57-м ігровим номером. На професійному рівні дебютував за кременчуцький клуб 27 травня 2023 року в програному (1:3) виїзному поєдинку 8-го туру чемпіонського раунду Першої ліги України проти подільського «Епіцентру». Олексій вийшов на поле в стартовому складі та відіграв увесь матч. З 2023 по 2024 рік у складі «Кременя» був гравцем ротації, зіграв 5 матчів у Першій лізі, а також у першій половині сезону 2023/24 років зіграв 8 матчів за «Кремінь-2» у Другій лізі України.

### «Чайка»
7 березня 2024 року вільним агентом перейшов до «Чайки». У футболці борщагівського клубу дебютував 7 квітня 2024 року в нічийному (1:1) виїзному поєдинку 22-го туру Другої ліги України проти мирівської «Дружби». Слуцький вийшов на поле в стартовому складі та відіграв увесь матч, а на 88-й хвилині отримав жовту картку.

## Кар'єра в збірній
У середині жовтня 2018 року викликався до Юнацької збірної України (U-17) на три матчі кваліфікації юнацького чемпіонату Європи (U-17), але в жодному з них на поле не виходив.